# Splynutí (Star Trek: Enterprise)
Splynutí (v anglickém originále Fusion) je epizoda seriálu Star Trek: Enterprise. Jde o sedmnáctý díl první řady pátého seriálu ze světa Star Treku.

## Děj
Enterprise hodlá pozorovat Pavoučí mlhovinu, která se kapitánovi velice líbí, protože jako malý ji měl na obálce své první knihy o vesmíru. Přibližuje se k nim vulkánská loď, podle T'Pol je to starý typ. Kapitán Tavin představuje svou loď Vahklas a žádá o pomoc s opravou motoru a podpory života, čemuž kapitán vyhovuje.
Tavin a jeho společník Tolaris měli s velením Enterprise jídlo na přivítanou. Vulkánci překvapili svou otevřeností, částečně se nechávali ovládat emocemi. Jak vysvětlovali, nechtějí vlastní emoce potlačovat a používat jen logiku, jako to dělají ostatní vulkánci, ale chtějí jim dát někdy volný průchod. T'Pol o nich tvrdí, že jsou „V'tosh ka'tur“, vulkánci bez logiky, což ovšem oni považují za nepřesné, protože logiky se nezřekli.
Tolaris se snaží o kontakt s T'Pol, avšak ta se k němu chová odměřeně. Enterprise zatím spolu s Vahklasem, kterého má ve vleku, připlula k mlhovině. Kapitán ji chce zmapovat a Tavin mu nabídl pomoc. Archer však, naschvál, poslal T'Pol, aby na jejich lodi zpracovávala data a tak se více s těmito Vulkánci seznámila. Tolaris na jejich lodi přemlouval T'Pol, aby zkusila jednou vynechat večerní meditaci, uvidí prý, jaké bude mít krásné sny. Kapitán také dostává zprávu od admirála Forresta, že jeden z vulkánců, Kov, má otce, který je těžce nemocný. Má mu zkusit domluvit, aby se s otcem kontaktoval. Kapitán tento úkol dal Tripovi, neboť se s Kovem velmi spřátelil a vysvětluje mu lidské zvyklosti. Tripovi se to však moc nedaří, protože Kov se se svým otcem rozešel ve zlém a nemíní na tom nic měnit.
T'Pol nakonec Tolarise poslechla a zdál se jí sen o tom, že šla po ulici a pak přišla za hudbou do nějaké místnosti a s tím se prolínaly fiktivní milostné zážitky s Tolarisem. Tolaris pak po ní chtěl, aby mu sen vyprávěla, část s ním ale vynechala. Poté s ní na Enterprise, s jejím svolením, zkoušel meditační metodu „Splynutí“, kdy se vlastně naváže telepatické pouto a oni budou moci sdílet své myšlenky. T'Pol chtěla ale po chvíli přestat, ale Tolaris se ji násilím pokusil v poutu udržet. Musela ho od sebe odtrhnout. Když naštvaný odešel, zhroutila se a stihla zavolat na ošetřovnu. Nebyla ve velice dobrém stavu.
Trip pověděl Kovovi o citu, kterému lidé říkají lítosti a podařilo se mu ho tak zpracovat natolik, že poté zavolal svému otci. Kapitán si také pozval do pracovny Tolarise a řekl mu, jak na tom T'Pol je. Tolaris chtěl za ní, avšak kapitán mu to zakázal. Tolarise popadl vztek a mrštil s ním přes místnost. Kapitán to celé nahrával a se zbraní v ruce mu řekl, že by měli Enterprise opustit. Kapitán se večer zastavil u T'Pol a sdělil jí, že vulkánci již odletěli. Ona se ho pak ještě ptala, jestli mají lidé sny a když jí kapitán řekl, že jsou většinou ještě příjemné, odpověděla, že jim zavidí.